# سرودخوان مورچه‌خوار سربی
سرودخوان مورچه‌خوار سربی (نام علمی: Dysithamnus plumbeus) نام یک گونه از سرده سرودخوان‌های مورچه‌خوار است.